# 南海灘 (佛羅里達州)
南海灘（英語：South Beach）是位於美國佛羅里達州印第安河縣的一個人口普查指定地區。

## 地理
南海灘的座標為27°35′45″N 80°20′17″W / 27.59583°N 80.33806°W，而該地最高點為海拔高度2米（即5英尺）。

## 人口
根據2010年美國人口普查的數據，南海灘的面積為17.70平方千米，當中陸地面積為7.00平方千米，而水域面積為10.70平方千米。當地共有人口3501人，而人口密度為每平方千米197人。